# Ropica palauana
Ropica palauana là một loài bọ cánh cứng trong họ Cerambycidae.